# Венковец
Венковец (болг. Венковец) — село в Болгарии. Находится в Софийской области, входит в общину Ихтиман.
Население составляет 34 человека.

## Политическая ситуация
Венковец подчиняется непосредственно общине и не имеет своего кмета.
Кмет (мэр) общины Ихтиман — Маргарита Иванова Петкова (Болгарская социалистическая партия (БСП)) по результатам выборов.